# Haley Johnson
Pour les articles homonymes, voir Johnson.
Haley Johnson est une biathlète américaine, née le 8 décembre 1981 à Denver.

## Biographie
Elle fait ses débuts internationaux en 2005.
En mars 2008, elle apparaît pour la première fois en Coupe du monde, à l'occasion de l'étape de Khanty-Mansiïsk.
Aux Championnats du monde 2009 à Pyongyang, elle est 23e de l'individuel, ce qui lui vaut ses premiers points pour la Coupe du monde, et est aussi 10e du relais.
Aux Jeux olympiques d'hiver de 2010, elle est 65e de l'individuel, 79e du sprint et 16e du relais.
Après la saison 2010-2011, où elle avait pourtant réalisé ses meilleures performances, y compris avec une 21e place à la poursuite d'Oslo, elle décide de prendre sa retraite sportive.

## Palmarès

### Jeux olympiques d'hiver
| Épreuve / Édition      | Individuel | Sprint | Poursuite | Départ en ligne | Relais |
| ---------------------- | ---------- | ------ | --------- | --------------- | ------ |
| JO 2010 Vancouver 2010 | 65e        | 79e    | —         | —               | 16e    |

Légende :
- — : pas de participation à l'épreuve.

### Championnats du monde
| Épreuve / Édition             | Individuel | Sprint | Poursuite | Départ en masse | Relais | Relais mixte |
| Mondiaux 2008 Östersund       | 78e        | 53e    | 52e       | -               | 18e    | -            |
| Mondiaux 2009 Pyeongchang     | 23e        | 92e    | -         | -               | 10e    | -            |
| Mondiaux 2011 Khanty-Mansiïsk | 67e        | 71e    | -         | -               | 13e    | -            |

Légende :

 :épreuve inexistante

- : n'a pas participé à l'épreuve

### Coupe du monde
- Meilleur classement général : 57e en 2011.
- Meilleur résultat individuel : 21e.

#### Différents classements en Coupe du monde
| Année     | Classement général final | Sprint | Poursuite | Individuel | Mass start |
| 2008-2009 | 82e                      | -      | -         | 56e        | -          |
| 2009-2010 | 81e                      | -      | -         | 53e        | -          |
| 2010-2011 | 57e                      | 61e    | 54e       | -          | 44e        |